# Alfred Strauß (Sänger)
Alfred Strauß (* 7. Februar 1894 in Wien; † 14. Februar 1966 in Los Angeles) war ein österreichisch-amerikanischer Sänger und Gesangspädagoge.

## Leben und Karriere
Alfred Strauß wurde in Wien als Kind von Israel Hirsch Strausz und Regina Sohr geboren. Er nahm in Wien Gesangsunterricht bei dem Kammersänger Max Ulanowsky. Ab 1921 war er als Konzertsänger in Wien tätig. Im August 1923 sang er am Neuen Wiener Stadttheater in der Operette "Schwarzwaldmädel" von Leon Jessel, ab 1924 war er am Carl-Theater engagiert. Im Mai 1924 war er als Gast am Stadttheater in Kiel engagiert, wo er in Franz Lehárs "Frasquita" auftrat. Im Oktober 1925 sang er am Carl-Theater die Rolle des "Eisenstein" in der Operette "Die Fledermaus". Mitte der zwanziger Jahre gab es erste Schallplattenaufnahmen in Berlin, im Dezember 1927 sang er am Theater des Westens in der Operette "Münchhausen.
In Berlin nahm er zahlreiche Schallplatten als Refrainsänger auf, vor allem mit dem Orchester von Dajos Béla, aber auch mit Paul Godwin und anderen Tanzorchestern. Einige seiner Aufnahmen fanden unter dem Pseudonym „Alfred Vogel“ statt. 1929 spielte er unter der Regie von E. W. Emo als Hauptdarsteller in dem Kurz-Tonfilm „Mein Traum wär ein Mädel“ mit. Ab den späten zwanziger Jahren war er auch als Gesangspädagoge tätig und gab zahlreichen ufa Stars in der Phase des Übergangs vom Stumm- zum Tonfilm Gesangsunterricht, so zum Beispiel auch Willy Fritsch für seine Gesangsaufnahmen für den Film „Melodie des Herzens“.
Als Jude erhielt Alfred Strauß 1933 Auftrittsverbot und arbeitete von nun an ausschließlich als Gesangslehrer. Spätestens 1937 zog er zurück nach Wien, im November 1938 erhielt er in Paris ein Visum für die Einreise in die Vereinigten Staaten, wo er am 15. März 1939 mit der „Île de France“ von Le Havre aus in New York eintraf.
Er zog nach Los Angeles, erhielt 1944 die amerikanische Staatsbürgerschaft und heiratete 1949 Martha Jane Ross. In der Volkszählung 1950 der Vereinigten Staaten gibt er als Beruf Kunsthändler an. Er starb am 14. Februar 1966.

## Tondokumente (Auswahl)
- Orpheus In Der Unterwelt, Odeon – O-11 166, Odeon – O-11 167, Odeon O-11 168, Odeon – O-11 169, Odeon-Kurz-Operette für Soli, Orchester und Chor[12]
- Wenn Du Einmal Dein Herz Verschenkst, Dann Schenk' Es Mir, Odeon O-2830, 1929, Tanz-Orchester Dajos Béla[13]
- Wenn zwei Blondinen, Odeon O-2732b, Dajos Béla, 1928[14]
- Schöner Gigolo, Odeon O-11086b, 1929, Tanz-Orchester Dajos Béla[15]. Auf dem Label wird fälschlicherweise Kurt Mühlhardt als Sänger genannt.[16]
- Hören Sie zu, Odeon O-2260a, Dajos Béla, Dezember 1927[17]
- Überlandpartie, Überlandpartie, Polydor 1639, Ilja Lischakoff Orchester (Duett mit Grete Freud), 1931[18]
- Auf der Ischler Esplanade, Polydor 17039 A, Paul Godwin Orchester, März 1933[19]